# مصطفی اسلامیه
مصطفی اسلامیه (۱۳۲۰ در تهران–۱۱ بهمن ۱۳۹۴ در تهران) زندگی‌نامه‌نویس، مترجم و نمایش‌نامه‌نویس معاصر ایران بود.

## زندگی‌نامه
مصطفی اسلامیه دیپلم خود را از مدرسه دارالفنون می‌گیرد. در ۱۹ سالگی هم‌زمان با ریاست سعید نفیسی، به رادیو می‌رود و بیش‌تر از ۱۲ ماه در استودیوی شمارهٔ ۸ رادیوی ملی در کنار بیژن مفید به نقش‌خوانی رادیویی می‌پردازد. وی همچنین سال ۱۳۳۹ کنار سیامک جلالی در روزنامه اطلاعات به روزنامه‌نگاری مشغول بوده است. حضور او در روزنامه اطلاعات چندی بیشتر طول نمی‌کشد، اسلامیه در همان سال به استخدام مؤسسه انتشارات فرانکلین درمی‌آید و تحت نظارت نجف دریابندری به نمونه‌خوانی و همیاری در امور ترجمهٔ این انتشارات کمک می‌کند.
او در ۱۱ بهمن ۱۳۹۴، در سن ۷۴ سالگی در منزلش درگذشت.

## نویسندگی
حوزه نویسندگی مصطفی اسلامیه، ترجمه مقاله‌های آکادمیک، ترجمه آثار ادبی - هنری و نوشتن داستان و نمایشنامه است. در مقام ترجمه می‌توان به آثار مورد توجه او هم چون «تاریخ هنر مدرن: نقاشی، پیکره سازی و معماری در قرن بیستم»، «تئاتر تجربی: از استانیسلاوسکی تا پیتر بروک» «چهار نوشته دربارهٔ کوبیسم» «ایبسن و استریندبرگ» «میلیونر زاغه‌نشین» و «ب‍ال‍ت‍ازار و ب‍ل‍م‍ون‍دا» اشاره کرد. اما اسلامیه پیش از هر چیز دیگری به بهانهٔ نوشتن سرگذشت‌نامه، شناخته شده است از او تاکنون دو سرگذشت‌نامه از زندگی و زیست نیما یوشیج و همچنین دکتر محمد مصدق به ترتیب با نام‌های «به کجای این شب تیره–نیلوفر ۱۳۹۰» و «فولاد قلب–نیلوفر ۱۳۸۹» منتشر شده است.

## مصاحبه
مصطفی اسلامیه در طول دوران نویسندگی خود تا تیر ماه ۱۳۹۱ با هیچ رسانه و مطبوعه‌ای گفتگو و مصاحبه انجام نداده بود. تا آن جا که در هیچ مجله، روزنامه یا کتابی نشانی دقیق از زندگینامه و نوع تفکرات او پیدا نبود. در ۳۰ تیر ۱۳۹۱ او پس از سال‌ها به بهانه انتشار زندگی‌نامهٔ نیما یوشیج با حامد داراب گفتگویی انجام می‌دهد که گزارش کامل آن را مجلهٔ مهرنامه در صفحه‌های ۲۵۹ و ۲۶۰ شماره ۲۳ خود منتشر می‌کند. او همچنین در سال ۱۳۹۲ به بهانه ترجمه و انتشار دو اثر تازه خود نمایشنامه رستم و سهراب و نمایشنامه اویدیپوس، بار دیگر با حامد داراب گفتگویی می‌کند که روزنامه شرق آن را منتشر می‌کند. اسلامیه در این گفتگو دلیل عدم تمایل به انتشار گفتگو درباره آثارش  این گونه توصیف می‌کند: «به طور کلی مصاحبه را در شرایط کنونی کار بسیار بی معنایی می‌دانم. شخصی که یک اثر را با سازوکار ممیزی چاپ کرده، چگونه می‌تواند دربارهٔ اثر ممیزشده‌اش، یعنی اثری که محدود شده است، به صحبت هم بنشیند؟ از طرفی دیگر معتقدم وقتی یک کتاب را نوشتم یا ترجمه کردم، دیگر آن کتاب برای من نیست که بخواهم درباره‌اش مصاحبه انجام بدهم» او در این مصاحبه همچنین به عدم آزادی بیان و اندیشه در جمهوری اسلامی ایران اشاره می‌کند و می‌گوید: «یک مجموعه‌ای یک الگویی را به من تحمیل کرده است و من فکر می‌کنم که اول به عنوان یک آدم نویسنده می‌خواهم چه کنم؟ به این نگاه می‌کنم که هر کجا انقلابی رخ داده حداقل فورانی از هنرها را به دنبال خود داشته است؛ مثلاً انقلاب اکتبر ۱۹۱۷ پشت آن استانیلافسکی، مایاکوفسکی، بولگلکوف، یسنین و بسیاری افراد دیگر با تمام تضادی که پیدا کردند، شکوفا شدند و آثار بزرگی آفریدند. یا انقلاب کبیر فرانسه، منجر به چه شکوفایی و آفرینش‌های چشمگیری می‌شود. اما شما در اینجا چنین اتفاقی را نمی‌بینید چراکه مجموعه معتقد بود نباید شرایط خودش تحت‌الشعاع قرار بگیرد و هرچه اتفاق می‌افتد باید مطابق الگوی اصلی باشد.»

## گزیده کتابشناسی
- اویدیپوس: نمایشنامه. پدیدآورنده: س‍ن‍ک‍ا، ل‍وس‍ی‍ی‍وس آن‍ی‍ی‍وس. مصطفی اسلامیه (مترجم)، ناشر: نشر قطره - ۱۳۹۱
- رستم و سهراب: نمایشنامه. پدیدآورنده: مصطفی اسلامیه (نویسنده)، ناشر: نشر آگه - ۱۳۹۲
- ماجرای شگفت‌انگیز دیوید نیوسام: نمایشنامه. پدیدآورنده: مصطفی اسلامیه (نویسنده)، ناشر: نشر آگه - ۱۳۸۳
- ت‍ئ‍ات‍ر ت‍ج‍رب‍ی: از اس‍ت‍ان‍ی‍س‍لاوس‍ک‍ی ت‍ا پ‍ی‍ت‍ر ب‍روک: تاریخ تحلیلی نمایش تجربی. پدیدآورنده: روز-اون‍ز، ج‍ی‍م‍ز. مصطفی اسلامیه (مترجم)، ناشر: سروش - ۱۳۶۹. چاپ ششم ۱۳۹۰.
- رض‍اخ‍ان م‍اک‍س‍ی‍م: ن‍م‍ای‍ش‍ن‍ام‍ه در ه‍ف‍ت پ‍رده. پدیدآورنده: مصطفی اسلامیه (نویسنده)، ناشر: نشر آگه - ۱۳۷۲
- فولاد قلب: زندگینامه دکتر محمد مصدق. سرگذشت نامه. پدیدآورنده: مصطفی اسلامیه (نویسنده)، ناشر: نیلوفر - ۱۳۸۹
- به کجای این شب تیره: زندگینامه نیما یوشیج. سرگذشت نامه. پدیدآورنده: مصطفی اسلامیه (نویسنده)، ناشر: نیلوفر - ۱۳۹۱
- ایبسن و استریندبرگ: نقد و تفسیر نمایشنامه‌نویسان نروژی و سوئدی. پدیدآورنده: مصطفی اسلامیه (نویسنده)، ناشر: کتابسرای نیک -۱۳۸۸
- ب‍ال‍ت‍ازار و ب‍ل‍م‍ون‍د: داس‍ت‍ان ه‍ای پ‍رت‍غ‍ال‍ی. پدیدآورنده: ژوزه ساراماگو. مصطفی اسلامیه (مترجم)، ناشر: نیلوفر:ناهید - ۱۳۸۰
- ت‍اری‍خ ه‍ن‍ر م‍درن ن‍ق‍اش‍ی، پ‍ی‍ک‍ره‌س‍ازی و م‍ع‍م‍اری در ق‍رن ب‍ی‍س‍ت‍م: هنر مدرن. پدیدآورنده: آرن‍اس‍ون، ی‍ورواردور ه‍اروارد. مصطفی اسلامیه (مترجم)، ناشر: آگه - ۱۳۸۳
- چ‍ه‍ار ن‍وش‍ت‍ه درب‍اره ک‍وب‍ی‍س‍م/ گ‍وی‍م آپ‍ول‍ی‍ن‍ر: ک‍وب‍ی‍س‍م م‍ق‍ال‍ه‌ه‍ا و خ‍طاب‍ه‌ه‍ا. پدیدآورنده: آپ‍ول‍ی‍ن‍ر، گ‍ی‍وم. مصطفی اسلامیه (مترجم)، ناشر: دیگر - ۱۳۸۲
- خورشید شاه: بازنوشته مصطفی اسلامیه از متن کهن سمک‌عیار. پدیدآورنده: مصطفی اسلامیه (نویسنده)، ناشر: کتابسرای نیک - ۱۳۸۷